# Kreislaufwirtschaft
Eine Kreislaufwirtschaft (englisch circular economy) ist ein regeneratives System, in dem Ressourceneinsatz und Abfallproduktion, Emissionen und Energieverschwendung durch das Verlangsamen, Verringern und Schließen von Energie- und Materialkreisläufen minimiert werden; dies kann durch langlebige Konstruktion, Instandhaltung, Reparatur, Wiederverwendung, Remanufacturing, Refurbishing und Recycling erzielt werden.
Das Konzept der Kreislaufwirtschaft spielt auch bei der Verbundproduktion eine zentrale Rolle.
Die Kreislaufwirtschaft zielt auf die Ersetzung des traditionellen linearen Wirtschaftsmodells – das Modell der Entnahme, Herstellung und Entsorgung – durch ein regeneratives System. Sie strebt eine nachhaltige Nutzung von Ressourcen an. Sie wird oft als Lösung für große Umweltprobleme wie Ressourcenknappheit, Umweltverschmutzung und Verlust der Biodiversität vorgeschlagen. Die Kreislaufwirtschaft wird gelegentlich mit Recycling verwechselt, geht jedoch weit über das Recycling hinaus; Recycling ist zumeist lediglich das Mittel letzter Wahl zur Etablierung einer Kreislaufwirtschaft.
Das Gegenteil zur Kreislaufwirtschaft wird zumeist Linearwirtschaft (auch „Wegwerfwirtschaft“) genannt. Dabei wird ein Großteil der eingesetzten Rohstoffe nach der jeweiligen Nutzungsdauer der Produkte deponiert oder verbrannt; nur ein geringer Anteil wird einer Wiederverwendung zugeführt.

## Geschichte
Viele traditionelle Wirtschaftsformen, etwa die Landwirtschaftssysteme in Entwicklungsländern, können als Kreislaufsystem beschrieben werden. Die verwendete Produktionsenergie in Form von menschlicher Arbeit und tierischer Muskelkraft stammt direkt von der bewirtschafteten Fläche und sowohl die Abfälle der Produkte (etwa Ausscheidungen, Küchenabfälle) als auch die Produktionsrückstände (etwa Stroh, Asche bei der Brandrodung) werden direkt in die Produktion zurückgeführt.
Im Zuge der industriellen Revolution wurden immer mehr Prozesse linear aufgebaut. Konsum wird als einmalige Nutzung von Gütern begriffen, woraus sich eine Kette von Entnahme, Herstellung und Entsorgung ergibt. Natürliche Ressourcen dienen als Fertigungseinsatz, der sodann für die Herstellung von Massenware genutzt wird, die gekauft und oftmals nach einmaligem Gebrauch entsorgt wird. Dieses lineare Wirtschaftsmodell der Massenproduktion und des Massenkonsums kann in Konflikt mit den planetaren Grenzen und dem Gedanken der Nachhaltigkeit geraten.
Auf diese Problematik hatte Max Himmelheber schon in den frühen Siebzigerjahren des 20. Jahrhunderts hingewiesen. Als Erfinder und Produzent der Spanplatte war er schon in den Dreißigerjahren ein unternehmerischer Pionier der Kreislaufwirtschaft, die er spätestens 1974 als einer der ersten überhaupt als solche definiert und theoretisch aufgearbeitet hatte.
Das Konzept der Kreislaufwirtschaft wurde erstmals in den 1970er-Jahren von Walter R. Stahel und Geneviève Reday-Mulvey entwickelt. In einem Bericht an die Europäische Kommission beschrieben sie 1976 die Idee, durch die Substitution von Energie durch menschliche Arbeit Ressourcen zu schonen und Arbeitsplätze zu schaffen. Stahel gilt als einer der Vorreiter der Kreislaufwirtschaft und prägte später den Begriff der „Performance Economy“, bei dem der Fokus auf der Bereitstellung von Dienstleistungen statt des Verkaufs von Produkten liegt.
Weitere bedeutende Beiträge zur Kreislaufwirtschaft wurden 1990 vom britischen Wirtschaftswissenschaftler David W. Pearce aufbauend auf Ansätzen der industriellen Ökologie geleistet, die eine Minimierung von Ressourcen und den Einsatz sauberer Technologien befürwortet. Bei der Kreislaufwirtschaft sollen nicht nur die Verwendung der Umwelt als Schadstoffsenke für Abfall- und Wertstoffe aus der industriellen Fertigung, sondern auch der Materialeinsatz bei der Herstellung minimiert werden. Daher wird der natürliche Stoffkreislauf zum Vorbild genommen und versucht, kaskadische Nutzungen ohne Abfälle (Zero Waste) oder Emissionen (zero emission) zu erreichen.
Eine durchgängige und konsequente Kreislaufwirtschaft soll mit dem Ende der 1990er-Jahre entwickelten Cradle-to-Cradle-Prinzip (englisch, dt. wörtlich „Von Wiege zu Wiege“) des deutschen Chemikers Michael Braungart und des US-amerikanischen Architekten William McDonough verwirklicht werden. Ziel ist das Erreichen von Ökoeffektivität, also Produkten, die entweder als biologische Nährstoffe in biologische Kreisläufe zurückgeführt werden können oder als „technische Nährstoffe“ kontinuierlich in technischen Kreisläufen gehalten werden.

## Grundprinzipien
Die Kreislaufwirtschaft basiert auf verschiedenen grundlegenden Prinzipien:
1. Gestaltung ohne Abfall: Produkte werden so entworfen, dass Abfall vermieden wird und Materialien entweder biologisch abbaubar oder technisch wiederverwertbar sind.[2]
2. Stärkung der Widerstandsfähigkeit durch Vielfalt: Durch die Nutzung verschiedener Ansätze und Lösungen wird das System widerstandsfähiger gegenüber externen Schocks.[2]
3. Einsatz erneuerbarer Energien: Die Kreislaufwirtschaft setzt zur Deckung des Energiebedarfes auf erneuerbare Energiequellen.[2]
4. Systemdenken: Verständnis der Zusammenhänge und Interdependenzen innerhalb des gesamten Systems, um optimale Lösungen zu finden.[2]
5. Kaskadennutzung: Materialien und Ressourcen werden zur maximalen Ausschöpfung ihres Wertes in mehreren Stufen genutzt.[2]

Ein weiteres zentrales Prinzip ist die Verlängerung der Produktlebensdauer durch Wiederverwendung, Reparatur und Aufarbeitung. Dies ermöglicht es, Ressourcen zu schonen und den Energieverbrauch zu reduzieren, indem Produkte und Materialien so lange wie möglich im Wirtschaftskreislauf gehalten werden.

## Umsetzung

### Rechtliche Verankerung

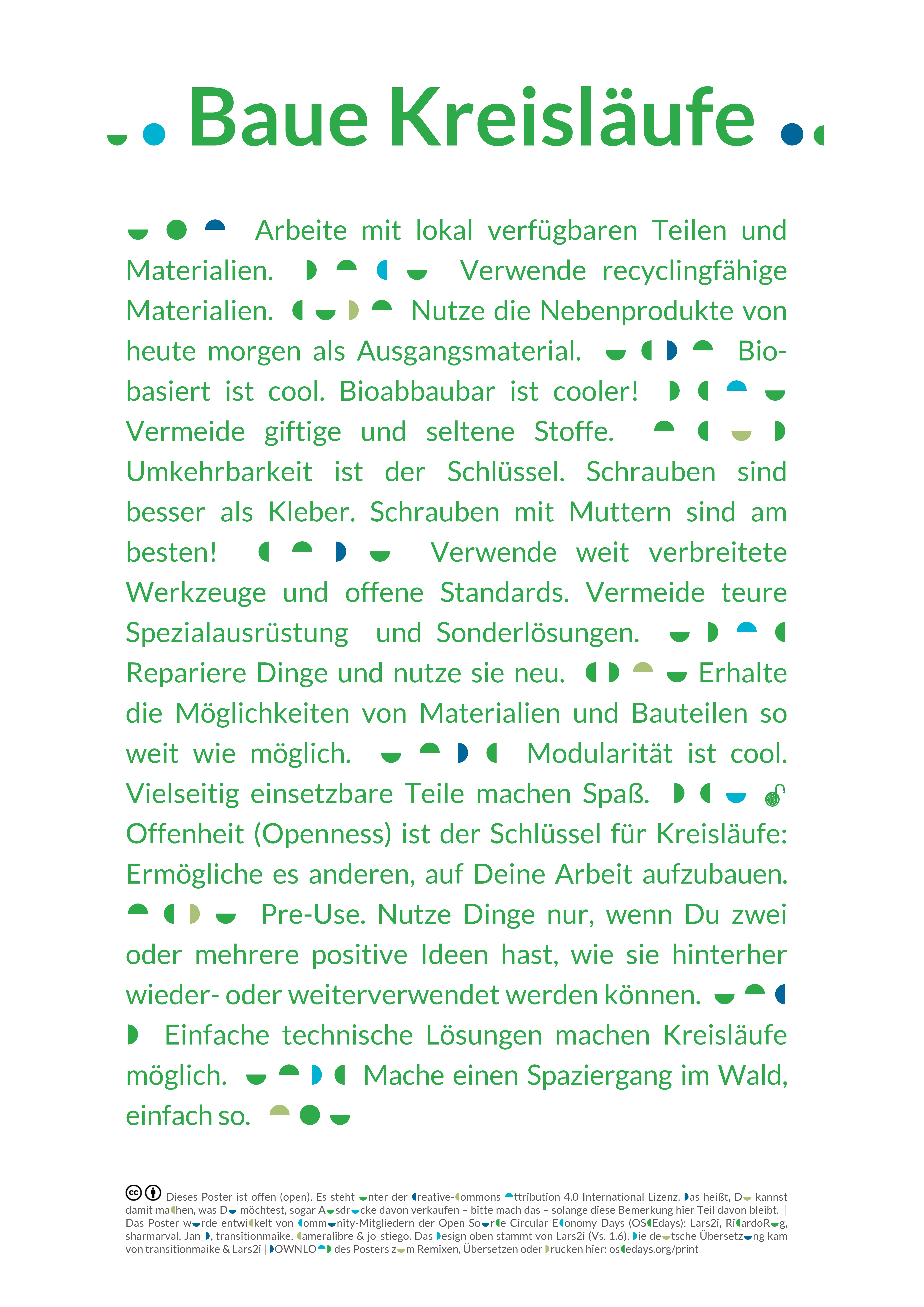
Poster mit Designprinzipien für kreislaufgerechte Produkte (2017)

Die Richtlinie des Rates der Europäischen Gemeinschaft vom 15. Juli 1975 über Abfälle formuliert bereits die Notwendigkeit die Abfallbildung einzuschränken, Abfälle wiederzuverwenden und zu verwerten.
Im September 1994 wurde in Deutschland das Gesetz zur Förderung der Kreislaufwirtschaft und Sicherung der umweltverträglichen Beseitigung von Abfällen, abgekürzt Kreislaufwirtschafts- und Abfallgesetz (KrW-/AbfG, später Kreislaufwirtschaftsgesetz, KrWG) verabschiedet, das die Grundsätze der ausdrücklich angestrebten Kreislaufwirtschaft formulierte: „Abfälle sind in erster Linie zu vermeiden, insbesondere durch die Verminderung ihrer Menge und Schädlichkeit, in zweiter Linie stofflich zu verwerten oder zur Gewinnung von Energie zu nutzen (energetische Verwertung)“. Zweck der Kreislaufwirtschaft ist demnach die Schonung natürlicher Ressourcen, aber auch der Schutz von Mensch und Umwelt (§ 1 KrWG).
Inzwischen formuliert die EU-Abfallrahmenrichtlinie den Übergang zur Kreislaufwirtschaft als Ziel. Sie verlangt von den Mitgliedstaaten ausdrücklich etwa die Förderung nachhaltiger Produktions- und Konsummodelle und einer langlebigen Gestaltung und Reparierbarkeit von Elektrogeräten, Maßnahmen gegen Lebensmittelverschwendung und geplante Obsoleszenz und Informationskampagnen. Zugleich kann die Betonung solcher Aspekte in den bis 5. Juli 2020 umzusetzenden Änderungen durch die Richtlinie (EU) 2018/851 als Abbild einer politischen Einsicht erkannt werden, dass in der Realität der Trend zu Einwegware, kurzen Lebenszyklen, extremen Beförderungswegen globaler Stoffströme und zur Wegwerfmentalität entgegen den Lippenbekenntnissen der Marktteilnehmer ungebrochen scheint.
Rechtsgutachten merken gegenwärtige Zielkonflikte zwischen geistigem Eigentum und Kreislaufwirtschaften an, weil beispielsweise Reparaturen oder auf Produkten aufbauende Innovationen erschwert würden (Stand: Anfang 2024).

### Wirtschaftliche Bedeutung
Die Ellen MacArthur Foundation zusammen mit McKinsey & Company haben in 2013 einen Bericht namens Towards the Circular Economy: Economic and Business Rationale for an Accelerated Transition veröffentlicht, in dem die wirtschaftlichen und Geschäftsmöglichkeiten einer regenerativen Kreislaufwirtschaft hervorgehoben wurden. Sich der Zukunftsmöglichkeiten bewusst, haben einige Branchen, wie z. B. die Baubranche, bereits erste Schritte hin zu einer Kreislaufproduktion getan. Lediglich das Geschäftsmodell anzupassen behebt jedoch nicht die vielen Probleme, wie das Integrieren von zirkulären Maßnahmen in eine lineare Produktion, die weiterhin bestehen und systematisch angegangen werden müssen.
Nach Studien könnte die Einführung einer Kreislaufwirtschaft die Treibhausgasemissionen einiger Staaten um bis zu 70 % reduzieren und die Arbeitskräfte um etwa 4 % steigern. Dies würde durch die Schaffung von lokalen Arbeitsplätzen in Bereichen wie Reparatur, Wiederverwendung und Aufbereitung erreicht. Zudem würde der Bedarf an neuen Rohstoffen und die Abhängigkeit von Importen verringert.
Ausgehend von Ansätzen wie Cradle-to-Cradle (C2C) weisen Kate Raworth und andere darauf hin, dass Kreislaufwirtschaften erst durch über unternehmensinterne oder den Lebenszyklus einzelner Produkte hinausgehende Kooperation möglich werde. Um diese „Zusammenarbeit unter Unbekannten“ zu ermöglichen, brauche es unter anderem die offen verfügbare, frei nutzbare und auch von Prosumern modifizierbare technische Dokumentation von Produkten (Open-Source-Hardware) sowie digitale Produktpässe.
Es wurden zur Umsetzung der Prinzipien der Kreislaufwirtschaft verschiedene Geschäftsmodelle entwickelt:
1. Zirkuläre Lieferkette: Nutzung erneuerbarer, recycelbarer oder biologisch abbaubarer Materialien als Ersatz für lineare Inputs.[2]
2. Wiedergewinnung und Recycling: Optimierung von Nebenprodukten und Abfallströmen zur Maximierung des Wertes.[2]
3. Produktlebensdauer-Verlängerung: Entwicklung von Produkten, die langlebig sind und repariert, aufgearbeitet oder aufgerüstet werden können.[2]
4. Sharing-Plattformen: Ermöglichung des Zugangs zu denselben Ressourcen für mehrere Nutzer zur Verringerung der Nachfrage nach Neuproduktionen.[2]
5. Produkt-als-Service-Modell: Verlagerung des Fokus vom Produktbesitz (z. B. Besitz eines eigenen Autos) hin zur Nutzung oder Funktion des Produkts als Dienstleistung (z. B. Mietauto).[2]

Ein Beispiel für das Produkt-als-Service-Modell ist der Reifenhersteller Michelin, der seit 2007 Nutzern von Fahrzeugflotten die Nutzung von Reifen pro gefahrenem Kilometer anbietet. Michelin bleibt Eigentümer der Reifen, sorgt für deren Wartung und Wiederaufbereitung und erhöht dadurch die Lebensdauer der Produkte. Ähnliche Modelle gibt es in anderen Branchen, wie zum Beispiel bei Textil-Leasingunternehmen, die Uniformen oder Hoteltextilien als Dienstleistung anbieten.

### Technische Lösungen
Vielfach werden technische Lösungen diskutiert, um die Einführung einer Kreislaufwirtschaft zu ermöglichen. Aufgrund der hohen Komplexität von wieder unternehmensübergreifender Wiederverwertung und deren notwendiger Berücksichtigung im Produktentstehungsprozess wird die Relevanz des Systems Engineerings für die Implementierung der Kreislaufwirtschaft vermehrt diskutiert. Teilweise wird der 3D-Druck als potenziell disruptive Technologie betrachtet, die der Kreislaufwirtschaft durch Umgestaltung der Lieferkette zum Durchbruch verhelfen könnte. Besonders wenn Kunststoffabfälle zur lokalen Fertigung neuer Güter genutzt werden, könnte der 3D-Druck zum Materialkreislauf beitragen, etwa bei der Produktion effizienter Güter oder Teilen für die Reparatur. Der „Statusbericht der deutschen Kreislaufwirtschaft 2020“ behandelt Kunststoffrecycling auf Grund seiner Bedeutung für die Kreislaufwirtschaft und des hohen öffentlichen Interesses – auch an damit verknüpfte Themen wie Kunststoffabfälle in den Weltmeeren – als Schwerpunktthema.
Die Entwicklung neuer Technologien zur Zerlegung von Materialien auf atomarer Ebene ist ebenfalls entscheidend. Moderne Produkte bestehen oft aus komplexen Materialmischungen, die schwer zu trennen sind. Forschungen in der Metallurgie und Chemie sind zur Entwicklung effizienter Recyclingprozesse nötig, die eine vollständige Wiedergewinnung von Materialien ermöglichen.
Daneben gibt es noch viele weitere Gebiete und Verfahren der regenerativen Abfallverwertung, u. a. das Metallrecycling, Altölrecycling durch Zweitraffination sowie thermische Verfahren zur Gewinnung von Ersatz- oder Sekundärbrennstoffen, für die beispielsweise Papierschlamm, nicht-recycelbare Betriebsabfälle (RDF – Refused Derived Fuel), Gummi alter Auto- und Lkw-Reifen (TDF – Tyre Derived Fuel) und Biomasse (hydrothermale Carbonisierung und Verflüssigung) genutzt werden. Die Abfallverbrennung konnte durch die Vermeidung von Deponiegasemissionen bereits zur CO2-Reduktion in der Kreislaufwirtschaft beitragen. Die Substitution fossiler Energieträger und die Verwertung von Metallen und mineralischen Ersatzbaustoffen aus Verbrennungsrückständen wertet die Interessengemeinschaft der Thermischen Abfallbehandlungsanlagen in Deutschland e. V. als wichtigen Beitrag für den Klimaschutz.

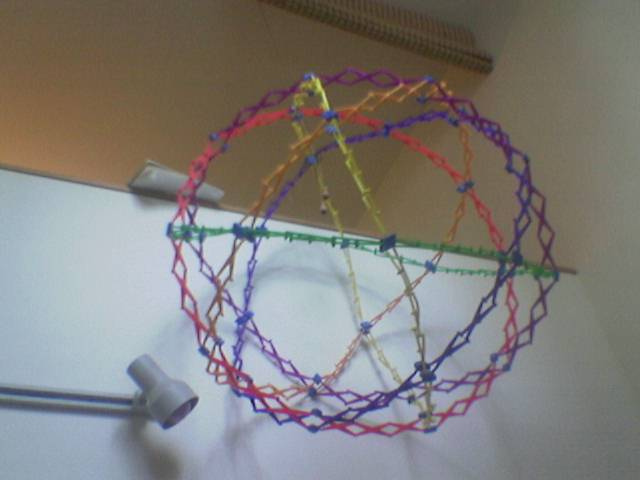
Hoberman-Sphäre als von Kate Raworth verwendetes Sinnbild für prozessübergreifendes Kreislaufwirtschaften

Die Umsetzung der Kreislaufwirtschaft umfasst verschiedene Ansätze wie Wiederverwendung, Reparatur, Recycling, ökologisches Design, nachhaltige Beschaffung und verantwortungsvollen Konsum. Diese Aktivitäten zielen darauf ab, Materialien im Wirtschaftskreislauf zu halten und Abfall zu minimieren. Dokumentationen zu solchen Ansätze finden sich als Top-Down Prozess z. B. bei der Sammlung und Weitervermittlung historischer Bauprodukte sowie als Bottom-Up Prozess z. B. als unternehmerische Haltung.
Die Einführung von Dienstleistungen anstelle des Produktverkaufs ist ein weiterer Ansatz. Dadurch wird der Hersteller zum Eigentümer der Produkte und ist für deren gesamte Lebensdauer verantwortlich. Dies schafft Anreize für langlebiges Design und effiziente Nutzung von Ressourcen. Beispiele hierfür sind Carsharing-Modelle oder die Vermietung von Maschinen und Geräten.
Ein Beispiel für die Umsetzung zirkulärer Prinzipien in der chemischen Industrie sind Geschlossene Kohlenstoffkreisläufe, die darauf abzielen, Kohlenstoffverbindungen dauerhaft im industriellen Umlauf zu halten.

### Energiesektor
Im Jahr 2005 betrugen die Materialflüsse der Weltwirtschaft etwa 62 Milliarden Tonnen, wobei 58 Milliarden Tonnen aus neu gewonnenen Rohstoffen stammten und vier Milliarden Tonnen (bzw. ca. sechs Prozent) aus recycelten Gütern. 44 Prozent der gesamten Materialflüsse (28 Milliarden Tonnen) wurden zur Energiegewinnung eingesetzt, insbesondere fossile Energieträger, die bei der Nutzung verbraucht werden und daher prinzipbedingt nicht recycelt werden können. Daher ist die Energiewende, der Umstieg von fossilen auf erneuerbare Energien, eine wichtige Vorbedingung zum Erreichen der Kreislaufwirtschaft.

### Bausektor
Die Bauwirtschaft verbraucht jährlich rund 60 Gigatonnen Material. 400 Millionen Tonnen Abfall fallen alleine in Deutschland pro Jahr an. Der Anteil des Bauwesens an diesen Abfällen beträgt mehr als 50 Prozent. Anfang der 2020er Jahre intensiviert die Bauforschung und die Baupolitik Ansätze, dass Baustoffe oder Bauteile länger erhalten und weiterverwendet werden (Urban Mining). Eine Kreislauf- oder Zirkulärwirtschaft des Bauens wird zum Paradigma der Planung, Produktinnovation und der Architektur. Dies soll auch die hohen Anteile der Sektoren Bauen und Wohnen in den globalen Treibhausgasemissionen von rund 40 Prozent mindern.

## Kritik
In der wissenschaftlichen Diskussion wird häufig angenommen, dass die Umsetzung von Kreislaufstrategien zu wirtschaftlichen Vorteilen für Unternehmen führt. Es besteht ein starker Fokus auf Geschäftsmodelle, die Nachhaltigkeit und Profitabilität vereinen sollen. Allerdings wird kritisiert, dass diese Annahmen mögliche Zielkonflikte übersehen und die Komplexität der Umsetzung unterschätzen. Nicht alle Kreislaufstrategien sind wirtschaftlich rentabel, und es können Trade-offs zwischen ökonomischen, ökologischen und sozialen Zielen auftreten.
Die Kreislaufwirtschaft wird häufig im Kontext neoliberaler und ökologisch modernisierender Ideologien diskutiert. Sie setzt auf marktorientierte Lösungen und technologische Innovationen, um Umweltprobleme zu lösen, ohne das Wirtschaftswachstum zu beeinträchtigen. Kritiker argumentieren, dass diese Sichtweise die Grenzen des Wachstums ignoriert und notwendige tiefgreifende Veränderungen im Konsumverhalten und in der Ressourcenpolitik verhindert.
Ein weiterer Kritikpunkt ist, dass die Kreislaufwirtschaft alleine nicht zur Lösung der Umweltprobleme ausreicht, wenn weiterhin ein hoher Konsum und Wirtschaftswachstum angestrebt werden. Es bedarf zur Erreichung der Ziele der Nachhaltigkeit eines grundlegenden Wandels im Verbraucherverhalten und der Ressourcenpolitik.
Intuitiv erscheint die Kreislaufwirtschaft nachhaltiger als die Linearwirtschaft. Die Minimierung der Ressourceneinbringung in das System und des Ressourcenverlusts durch Abfall und Energieverluste schonen Rohstofflagerstätten und reduzieren Umweltverschmutzung. Diese Betrachtung wird jedoch Schwachstellen des Konzepts Kreislaufwirtschaft nicht gerecht. So werden beispielsweise soziale Aspekte in vielen Quellen eher nachrangig behandelt, und es gibt Fälle, in denen andere Strategien, wie die Beschaffung energieeffizienterer Technik, vorteilhafter für die Umwelt sind. In einer Untersuchung konnten Forscher aus Cambridge und Delft darlegen, dass es deshalb neben Autoren, die die Kreislaufwirtschaft für eine Voraussetzung für ein nachhaltiges Wirtschaftssystem sehen, auch Wissenschaftler gibt, die die kreislaufwirtschaftliche Überlegungen als eine von vielen Strategien sehen oder das Konzept sogar als nachteilig beschreiben.
In einem Sammelband zur Problematik argumentieren Forschende des Umweltbundesamts (UBA) für eine kritische Orientierung am Paradigma der Kreislaufwirtschaft und plädieren für parallele Eindämmung von Rebound-Effekten durch Systemdenken, Degrowth und Ressourceneffizienz. Der Journalist Kris de Decker erachtet kreislaufbasiertes Wirtschaften ohne Bewältigung des Wachstumszwangs für unmöglich. Zudem sei der Rückgriff auf bedeutend mehr Naturstoffe und die Ablehnung von Hochtechnologie wie moderner Halbleiter erforderlich.